# إغناثيو راميريز (سياسي)
إغناثيو راميريز (بالإسبانية: Ignacio Ramírez) هو محامي وصحفي وكاتب وقاضي وشاعر وسياسي مكسيكي، ولد في 22 يونيو 1818 في المكسيك، وتوفي في 15 يونيو 1879 في مدينة مكسيكو في المكسيك. انتخب نائب برلماني ‏ وانتخب وزير العدل.

## ولادته وتعليمه
ولد راميريز في سان ميغيل دي أليندي في 22 يونيو 1818، وهو ابن خوسيه لينو راميريز وآنا ماريا غوادالوبي سينفوروسا كالزادا راميريز. بدأ دراسته في كيريتارو، حيث ولد والده، وفي عام 1835، نُقل إلى كلية سان غريغوريو في مكسيكو، حيث درس الفنون. بدأ الدراسة في عام 1841 وفي عام 1845 حصل على درجة القانون في الجامعة البابوية في المكسيك. في سن التاسعة عشرة، قُبل في أكاديمية سان خوان دي ليتران الأدبية، والتي ضمت أكثر الرجال المثقفين في ذلك الوقت.

## الحياة السياسية
وفقًا لموقع الحكومة المكسيكية على الإنترنت، تعرض للاضطهاد والسجن بسبب أفكاره، لكنه تمكن من تشجيع تغييرات مختلفة في القانون، مثل ضمان الاستقلال الذاتي للبلدية. عُيّن وزيرًا للتعليم والترقية، واستحدث إصلاحات تعليمية واقتصادية هامة. خلال عهد الإمبراطور ماكسيميليان، نُفي إلى كاليفورنيا، ولكنه عُيّن قاضيًا في محكمة العدل العليا بعد عودته من سان فرانسيسكو إلى الجمهورية عقب الإطاحة بالفرنسيين. 
انتقد راميريز إعادة انتخاب بينيتو بابلو خواريز، واقترح لاحقًا إعادة انتخاب خليفته، سيباستيان ليردو دي تيجادا، وسُجِن بسبب ذلك. ابتداءً من عام 1876، بعد تولي بورفيريو دياث السلطة، كلفته الحكومة بتنفيذ سياسات لتوسيع التعليم العام، والذي يُعتبر عنصرًا رئيسيًا في برنامج الليبرالية. في عهد راميريز، جرى توسيع نطاق المرحلة الابتدائية، لتشمل تعليم النساء والشعوب الأصلية، وأسس تعليمًا ثانويًا عامًا.
عمل في حكومة بورفيريو دياث وزيرًا للعدل والتعليم إلى أن انتقد دياث وأُقيل من منصبه، لكنه عاد إلى المحكمة العليا. توفي في 15 يونيو 1879 في مدينة مكسيكو.

## الإلحاد
اشتهر راميريز في سجلات المكسيك الأدبية بسبب خطابه الذي ألقاه في الأكاديمية حول موضوع مثير للجدل كان له أثر كانفجار الديناميت: «لا يوجد إله. تحافظ الكائنات الطبيعية على نفسها بنفسها.» حظي بالقبول على الرغم من الاحتجاجات التي ملأت التجمع. «من هذا المنطلق، طور راميريز فكرة أن الأدب ينبغي أن يكون له دور في تقدم المجتمع المكسيكي والديمقراطية.» أيد تحسين حالة المرأة في المكسيك ووسع نطاق التعليم بوصفه السبيل الوحيد الممكن لتحقيق الرفاه. في عام 1840، اشترك راميريز مع معهد تولوكا الأدبي، حيث وجّه الروائي الشهير أجناسيو مانويل التاميرانو.
بعد وفاته بفترة طويلة، كان إلحاده مادة لفضيحة في عام 1948 عندما رسم الموريالي دييغو ريفيرا لوحة جدارية في فندق ديل برادو يحمل فيها راميريز لافتة كُتب عليها «لا وجود للإله». لم يُزِل ريفيرا الكتابة، فلم تُعرض الجدارية لمدة 9 سنوات –إلى أن وافق ريفيرا على إزالة الكلمات المسيئة. صرح: «لتأكيد «لا وجود للإله»، ليس من الضروري أن أختبئ خلف دون إغناثيو راميريز، فأنا ملحد وأعتبر الأديان شكلًا من أشكال العصبية الجماعية. لست عدوًا للكاثوليك، ولست عدوًا للمصابين بالسل أو قصر النظر أو الشلل، لا يمكنك أن تكون عدوًا للمرضى، فقط كُن صديقهم العزيز لمساعدتهم على علاج أنفسهم.»